# 1403
1403 (MCDIII) var ett normalår som började en måndag i den julianska kalendern.

## Händelser

### November
- 8 november – Fribourg blir en associerad medlem av Schweiziska edsförbundet.[1]
- 11 november – En svensk-dansk flotta avseglar mot Gotland för att återta ön från Tyska orden.

### Okänt datum
- Erik av Pommern avlägger besök i Finland, vars län hamnar direkt under kronans kontroll, förutom Viborg, som får stadsprivilegier.

## Födda
- 22 februari – Karl VII, kung av Frankrike 1422–1461
- Onorata Rodiana, italiensk målare och kondottiär.

## Avlidna
- 28 september – Albrekt II av Holstein, greve av Holstein-Segeberg och greve av Holstein-Rendsburg.
- Beyazit I, sultan av Osmanska riket.

### Fotnoter
1. ↑  World Statesmen (läst 7 april 2011)